# Un lugar llamado mundo
Un lugar llamado mundo es un programa musical de televisión español de Canal+ 1, emitido también en La Sexta.

## Formato
En cada programa artistas con nacionalidades y estilos diferentes se juntan para hacer música, fusionar ritmos y versionar clásicos. 
Las cámaras del programa graban además el backstage y reúne en cada programa los ensayos, el encuentro de los artistas, que en muchos casos se conocen por primera vez, y cómo pasan una jornada juntos compartiendo impresiones y ensayos, para concluir el día delante del público tocando en directo.
El programa es presentado por el músico Javier Limón que también presenta la versión radiofónica del programa en la emisora Europa FM.

## Invitados
Algunos de los invitados de la primera temporada: La Shica, Depedro, Los Coronas, Michel Camilo, Kiko Veneno, Iván Ferreiro, Benjamín Biolay, Soleá Morente, Lori Meyers, Annie B. Sweet, Editors y Young Dreams.